# Gimnasia en los Juegos Olímpicos de Tokio 2020
Las competiciones de gimnasia en los Juegos Olímpicos de Tokio 2020 se realizaron en el Centro de Gimnasia de Ariake de Tokio del 24 de julio al 8 de agosto de 2021.
En total fueron disputadas en este deporte 18 pruebas diferentes, 9 masculinas y 9 femeninas, repartidas en las 3 especialidades de este deporte: 14 pruebas en gimnasia artística, 2 en gimnasia rítmica y 2 en trampolín. El programa de competiciones se mantuvo como en la edición anterior.

## Medallistas

### Gimnasia artística

#### Masculino
| Evento                                      | Oro                                                                                 | Plata                                                                               | Bronce                                                                                  |
| ------------------------------------------- | ----------------------------------------------------------------------------------- | ----------------------------------------------------------------------------------- | --------------------------------------------------------------------------------------- |
| Concurso completo individual (28 de julio)  | Daiki Hashimoto · Japón · 88,465 pts.                                               | Xiao Ruoteng · República Popular China · 88,065 pts.                                | Nikita Nagorny · ROC · 88,031 pts.                                                      |
| Suelo (1 de agosto)                         | Artiom Dolgopiat · Israel · 14,933                                                  | Rayderley Zapata · España · 14,933                                                  | Xiao Ruoteng · República Popular China · 14,766                                         |
| Caballo con arcos (1 de agosto)             | Max Whitlock · Reino Unido · 15,583                                                 | Lee Chih-Kai · China Taipéi · 15,400                                                | Kazuma Kaya · Japón · 14,900                                                            |
| Anillas (2 de agosto)                       | Liu Yang · República Popular China · 15,500                                         | You Hao · República Popular China · 15,300                                          | Eleftherios Petrunias · Grecia · 15,200                                                 |
| Salto de potro (2 de agosto)                | Shin Jea-Hwan · Corea del Sur · 14,783                                              | Denis Abliazin · ROC · 14,783                                                       | Artur Davtian · Armenia · 14,733                                                        |
| Paralelas (3 de agosto)                     | Zou Jingyuan · República Popular China · 16,233                                     | Lukas Dauser · Alemania · 15,700                                                    | Ferhat Arıcan · Turquía · 15,633                                                        |
| Barra fija (3 de agosto)                    | Daiki Hashimoto · Japón · 15,066                                                    | Tin Srbić · Croacia · 14,900                                                        | Nikita Nagorny · ROC · 14,533                                                           |
| Concurso completo por equipos (26 de julio) | ROC · Denis Abliazin · David Beliavski · Artur Dalaloyan · Nikita Nagorny · 262,500 | Japón · Daiki Hashimoto · Kazuma Kaya · Takeru Kitazono · Wataru Tanigawa · 262,397 | República Popular China · Lin Chaopan · Sun Wei · Xiao Ruoteng · Zou Jingyuan · 261,894 |

#### Femenino
| Evento                                      | Oro                                                                                              | Plata                                                                                  | Bronce                                                                                        |
| ------------------------------------------- | ------------------------------------------------------------------------------------------------ | -------------------------------------------------------------------------------------- | --------------------------------------------------------------------------------------------- |
| Concurso completo individual (29 de julio)  | Sunisa Lee · Estados Unidos · 57,433 pts.                                                        | Rebeca Andrade · Brasil · 57,298 pts.                                                  | Anguelina Melnikova · ROC · 57,199 pts.                                                       |
| Suelo (2 de agosto)                         | Jade Carey · Estados Unidos · 14,366                                                             | Vanessa Ferrari · Italia · 14,200                                                      | Mai Murakami · Japón · Anguelina Melnikova · ROC · 14,166                                     |
| Salto de potro (1 de agosto)                | Rebeca Andrade · Brasil · 15,083                                                                 | MyKayla Skinner · Estados Unidos · 14,916                                              | Yeo Seo-Jeong · Corea del Sur · 14,733                                                        |
| Barras asimétricas (1 de agosto)            | Nina Derwael · Bélgica · 15,200                                                                  | Anastasiya Iliankova · ROC · 14,833                                                    | Sunisa Lee · Estados Unidos · 14,500                                                          |
| Barra de equilibrio (3 de agosto)           | Guan Chenchen · República Popular China · 14,633                                                 | Tang Xijing · República Popular China · 14,233                                         | Simone Biles · Estados Unidos · 14,000                                                        |
| Concurso completo por equipos (27 de julio) | ROC · Liliya Ajaimova · Viktoriya Listunova · Anguelina Melnikova · Vladislava Urazova · 169,528 | Estados Unidos · Simone Biles · Jordan Chiles · Sunisa Lee · Grace Mc Callum · 166,096 | Reino Unido · Jennifer Gadirova · Jessica Gadirova · Alice Kinsella · Amelie Morgan · 164,096 |

### Gimnasia rítmica
| Evento                   | Oro | Plata | Bronce |
| ------------------------ | --- | --- | --- |
| Individual (7 de agosto) | Linoy Ashram · Israel · 107,800 pts.                                                                        | Dina Averina · ROC · 107,650 pts.                                                                                      | Alina Harnasko · Bielorrusia · 102,700 pts.                                                                      |
| Conjuntos (8 de agosto)  | Bulgaria · Simona Diankova · Stefani Kiriakova · Madlen Radukanova · Laura Traets · Erika Zafirova · 44,550 | ROC · Anastasiya Blizniuk · Anastasiya Maximova · Anguelina Shkatova · Anastasiya Tatareva · Alisa Tishchenko · 44,500 | Italia · Martina Centofanti · Agnese Duranti · Alessia Maurelli · Daniela Mogurean · Martina Santandrea · 42,850 |

### Gimnasia en trampolín
| Evento                  | Oro                                            | Plata                                             | Bronce                                      |
| ----------------------- | ---------------------------------------------- | ------------------------------------------------- | ------------------------------------------- |
| Masculino (31 de julio) | Ivan Litvinovich · Bielorrusia · 61,715 pts.   | Dong Dong · República Popular China · 61,235 pts. | Dylan Schmidt · Nueva Zelanda · 60,675 pts. |
| Femenino (30 de julio)  | Zhu Xueying · República Popular China · 56,635 | Liu Lingling · República Popular China · 56,350   | Bryony Page · Reino Unido · 55,735          |

## Medallero
| Núm. | País                    | Oro | Plata | Bronce | Total |
| ---- | ----------------------- | --- | ----- | ------ | ----- |
| 1    | República Popular China | 4   | 5     | 2      | 11    |
| 2    | ROC                     | 2   | 4     | 4      | 10    |
| 3    | Estados Unidos          | 2   | 2     | 2      | 6     |
| 4    | Japón                   | 2   | 1     | 2      | 5     |
| 5    | Israel                  | 2   | 0     | 0      | 2     |
| 6    | Brasil                  | 1   | 1     | 0      | 2     |
| 7    | Reino Unido             | 1   | 0     | 2      | 3     |
| 8    | Bielorrusia             | 1   | 0     | 1      | 2     |
| 8    | Corea del Sur           | 1   | 0     | 1      | 2     |
| 10   | Bélgica                 | 1   | 0     | 0      | 1     |
| 10   | Bulgaria                | 1   | 0     | 0      | 1     |
| 12   | Italia                  | 0   | 1     | 1      | 2     |
| 13   | Alemania                | 0   | 1     | 0      | 1     |
| 13   | China Taipéi            | 0   | 1     | 0      | 1     |
| 13   | Croacia                 | 0   | 1     | 0      | 1     |
| 13   | España                  | 0   | 1     | 0      | 1     |
| 17   | Armenia                 | 0   | 0     | 1      | 1     |
| 17   | Grecia                  | 0   | 0     | 1      | 1     |
| 17   | Nueva Zelanda           | 0   | 0     | 1      | 1     |
| 17   | Turquía                 | 0   | 0     | 1      | 1     |
|      | TOTAL                   | 18  | 18    | 19     | 55    |